# Convertidor de energía de olas Pelamis

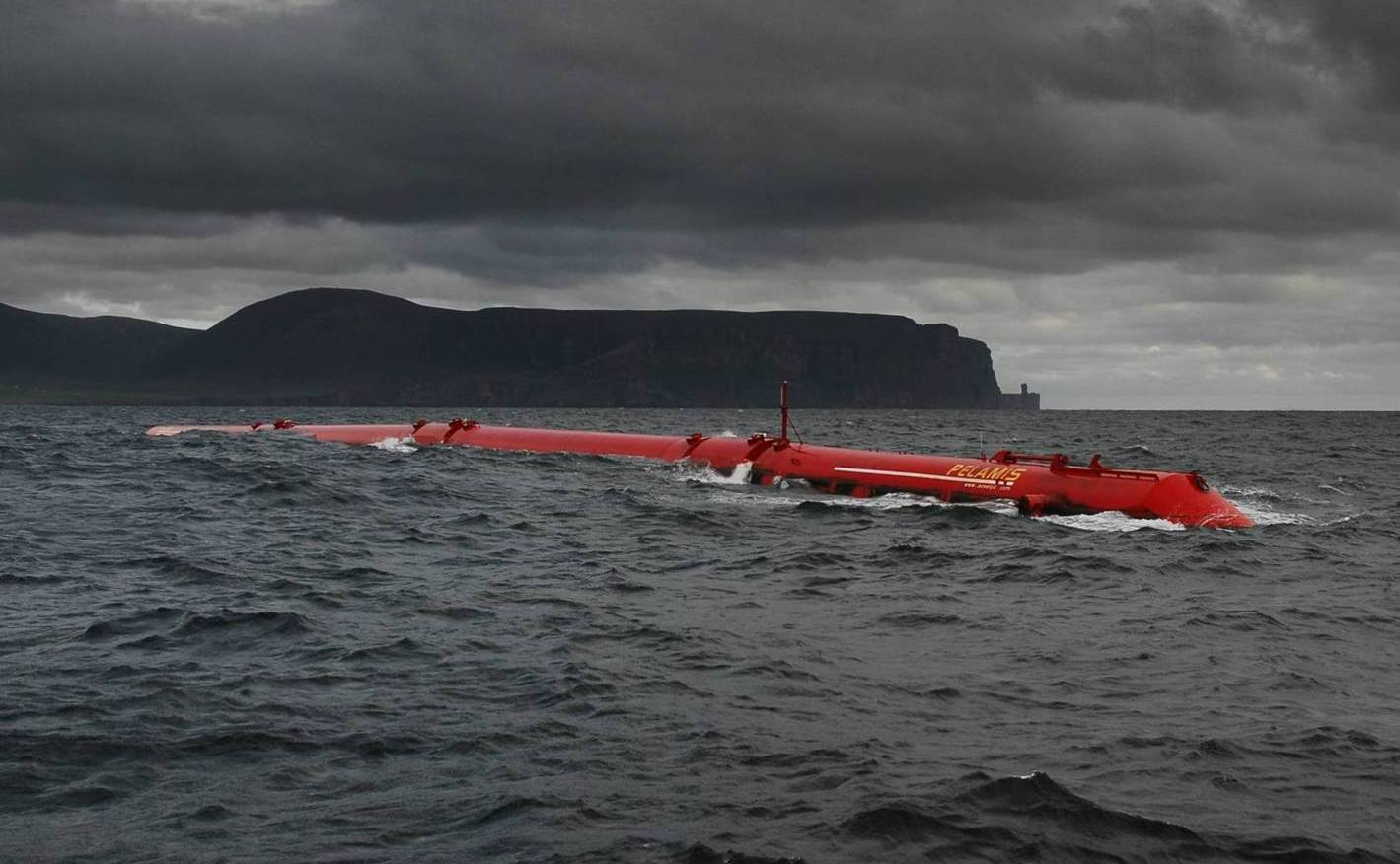
Una Pelamis en el European Marine Energy Test Centre (EMEC).

El convertidor de energía de las olas Pelamis es un ejemplo de tecnología emergente que usa el movimiento del oleaje oceánico, para crear electricidad. Es un ejemplo práctico de generador undimotriz. 
La primera granja o parque de olas, llamada Okeanós, está planificada para la costa portuguesa cerca de la ciudad de Póvoa de Varzim. Los parques usarán elementos P-750 con una potencia unitaria de 750 kW y cada parque sumará aproximadamente 2,25 MW. El parque experimental evitará la emisión de más de 6.000 toneladas de dióxido de carbono que de otra manera serían producido por la producción de electricidad a partir de fuentes fósiles.
El 23 de septiembre de 2008 se inauguró la primera fase de este parque de olas, y se conectó a la red eléctrica.
Lamentablemente el 17 de marzo de 2009 se publicaba que debido a dificultades técnicas y financieras el proyecto se cerraba. CleanTechnica. Las dificultades técnicas han sido fundamentalmente que el mantenimiento es más difícil de lo planificado. Las financieras han sido que la actual crisis económica ha afectado a una de las empresas del consorcio.
Las primeras 12 secciones serán fabricadas en las instalaciones de Arnish en la Isla de lewis en Escocia por la compañía Camcal y las siguientes se fabricarán en Portugal.

## Principio básico
El sistema Pelamis de obtención de energía está diseñado más desde el punto de vista de resistencia a las condiciones marinas que para obtener la más eficiente conversión de energía posible. Por tanto, en vez de intentar absorber toda la energía disponible en cada ola, convierte solo una porción. El objetivo es que el sistema pueda sobrevivir casi sin mantenimiento en condiciones meteorológicas marinas muy adversas (tormentas, ciclones) que podrían dañar un sistema optimizado solamente para la eficiencia de conversión.

## Funcionamiento
El sistema Pelamis consiste en una serie de secciones cilíndricas parcialmente sumergidas, unidas por una bisagra. La ola induce un movimiento relativo entre dichas secciones, activando un sistema hidráulico interior que bombea aceite a alta presión a través de un sistema de motores hidráulicos, equilibrándose con el contenido unos acumuladores.
Los motores hidráulicos están acoplados a un generador eléctrico
para producir electricidad. Se estima que la cantidad de energía obtenida por 30 de estos sistemas, podría abastecer aproximadamente 20.000 hogares con un consumo medio europeo. 
La potencia de todos los sistemas hidráulicos de un elemento se transporta mediante un solo cable a una base situada en el lecho oceánico. Varios elementos se pueden interconectar a una misma base para unir su potencia de generación y trasladar la energía producida mediante un solo cable submarino hacia la costa

## Etimología
Pelamis platurus es una serpiente marina de vientre amarillo que habita en aguas tropicales y subtropicales. Generalmente se encuentra en aguas poco profundas continentales.